# 中都濕地公園

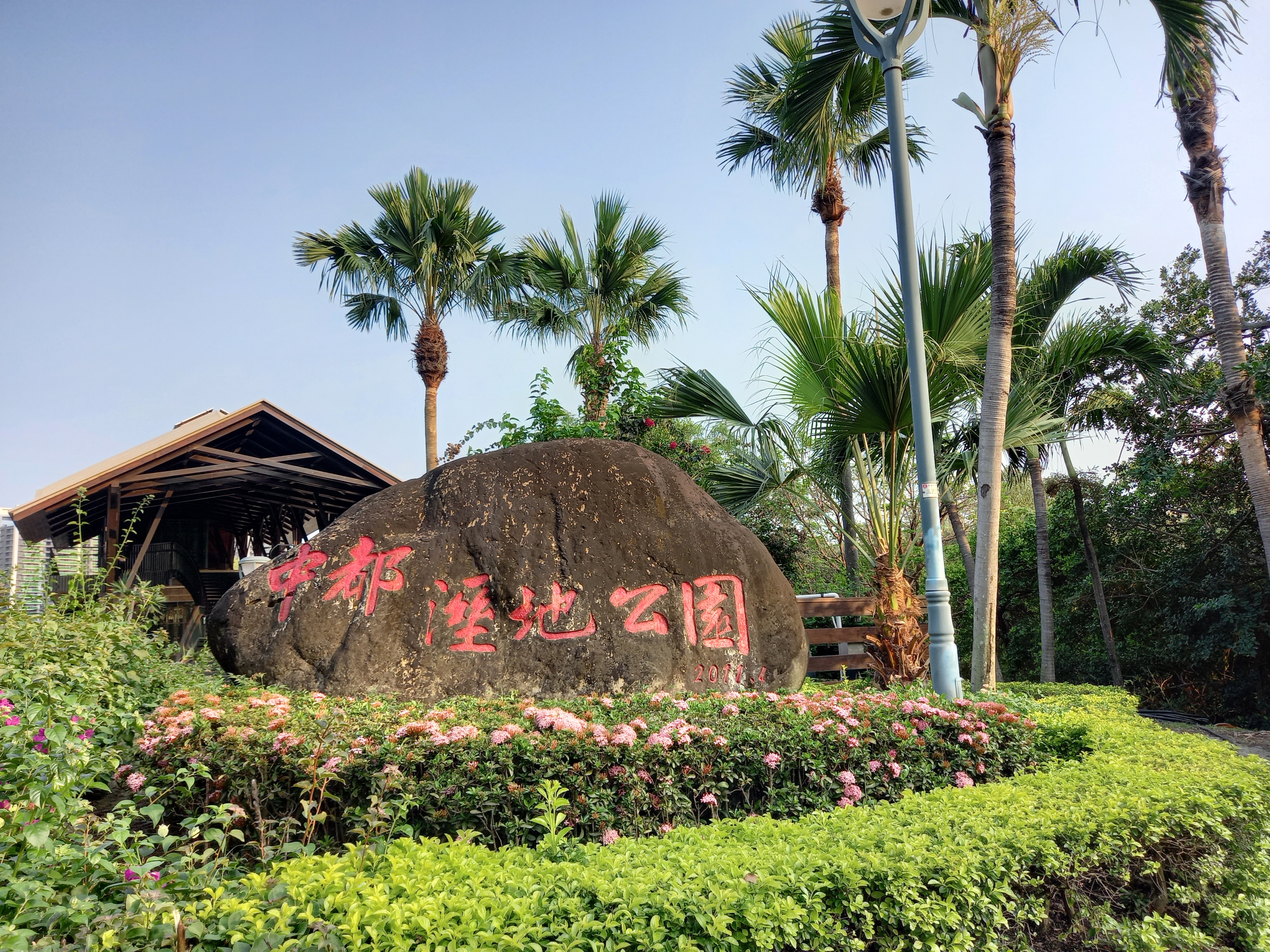
中都濕地公園地標石碑

中都濕地公園（英語：Zhongdu Wetlands Park），位於臺灣高雄市三民區中都地區，佔地約12.6公頃，於2010年1月15日動工，2011年4月24日完工啟用。

## 園內設施
- 中都濕地公園遊客中心

## 交通資訊

### 公車
| 編號 | 經營業者   | 區間                 | 備註 |
| ---- | ---------- | -------------------- | ---- |
| 紅28 | 南台灣客運 | 客家文物館－汾陽路口 |      |
| 紅52 | 南台灣客運 | 新左營車站－中山大學 |      |

### 公共自行車
- 高雄市公共自行車租賃系統：
  - 美都公園：十全三路101號西側
  - 同盟十全路口：同盟三路/十全路口(東北側)
  - 美都德勝街(西北側)：美都路/德勝街(西北側)

## 外部連結
- 中都愛河濕地公園 - 高雄旅遊網 （页面存档备份，存于）